# Ján Hoffman
Ján Hoffman (8. dubna 1945 – 9. ledna 1968 Perugia) byl slovenský fotbalista, záložník. Spáchal sebevraždu ve věku 22 let – při turné Slovanu v italské Perugii vyskočil ze čtvrtého poschodí.

## Fotbalová kariéra
V československé lize hrál za Slovan ChZJD Bratislava. Nastoupil ve 3 ligových utkáních. Gól v lize nedal.

## Ligová bilance
| Ročník                                   | Zápasy | Góly | Klub                    |
| ---------------------------------------- | ------ | ---- | ----------------------- |
| 1. československá fotbalová liga 1965/66 | 3      | 0    | Slovan ChZJD Bratislava |
| CELKEM 1. liga                           | 3      | 0    |                         |